# Gugel von Brand und Diepoltsdorf

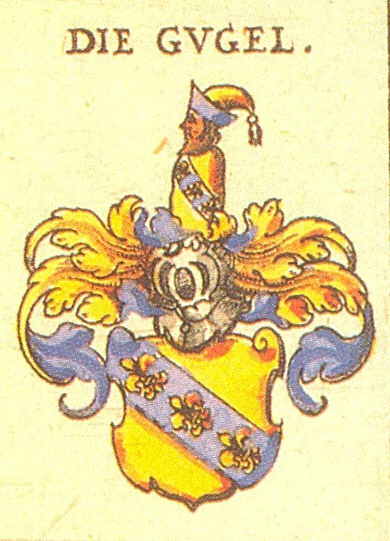
Das Wappen der Gugel

Die Gugel von Brand und Diepoltsdorf (auch: Gugel von Diepoltsdorf, Gugel von Brandt und Diepoltsdorf oder Gugel von Diepoltsdorf auf Brand) sind eine Patrizierfamilie der Freien Reichsstadt Nürnberg – erstmals urkundlich erwähnt um 1450. Als Juristen- und Beamtenfamilie sowie erfolgreiche Fernhändler wurden sie 1543 geadelt und 1729 als eine der letzten Familien in das Nürnberger Patriziat kooptiert; von 1760 bis 1804 konnten sie noch einen Vertreter in den „Inneren Rat“ entsenden.

## Geschichte
Der Name Gugel könnte sich von einem mittelalterlichen kapuzenähnlichen Kleidungsstück herleiten. Über den Stammvater Christoph Gugel († 1546) wird unter Graf Gottfried zu Oettingen folgendes berichtet:

„gräfl. oett. Canzler, ist zu Heroldingen geboren, etzlicher vornember Reichsstande, sonderlich aber der H. Pfalzgraven zue Neuburg bestellter Rath und Advocat, zugleich von disem Gugel seind vil vorneme Gelehrt Leuth khommen, Insonderheit D. Christoph Gugel, der Stadt Nürnberg gewester Cantzler und Obrister Consulent, auch viler vernemer Reichsstende Advocat, + 1546 aetat 80, der alt, der jung Christoph Gugel aber ist ao 1577 mit todt abgangen.“
Die Eheschließungen mit reichen Fernhandelsfamilien wie den Imhoff, den Pömer, den Kleewein und der Oberpfälzer Hammerherrenfamilie Sauerzapf am Anfang des 16. Jahrhunderts, lassen auf frühen Reichtum und größere Handelsaktivitäten schließen. Im späten 16. und frühen 17. Jahrhundert waren die Gugel mit der Imhoffschen Handelsgesellschaft in geschäftlicher Verbindung. Sie engagierten sich außerdem im böhmischen Vitriol- und Alaunbergbau sowie im Mansfelder Saigerhandel. Im 16. Jahrhundert zählten sie, neben den Scheurl von Defersdorf, zu den bedeutendsten Nürnberger Juristenfamilien und wurden 1543 von Karl V. in den Reichsadelsstand erhoben.
Ab 1556 erwarben die Gugel einige Herrensitze im Nürnberger Umland, zuletzt 1629 und 1655 aus dem Erbe der Groland von Oedenberg ihren namensgebenden Sitz Diepoltsdorf bei Simmelsdorf. Sie hatten außerdem das Patrimonialgericht in Gebersdorf inne.
1804 starb die Nürnberger Linie der Gugel aus. Die bayerische Linie Gugel wurde 1812 in den Freiherrenstand erhoben und lebte zuletzt in Dürnhausen im Landkreis Weilheim-Schongau.
In der Nürnberger Südstadt ist der statistische Bezirk Gugelstraße und die gleichnamige Straße nach der Patrizierfamilie benannt.

## Ehemalige Besitzungen (Auszug)
- 1556–1577 das Zeidlerschloss in Feucht
- 1589–1618 das Schwaiger Schloss
- 1600–1706 das Gugelschloss in Erlenstegen (1944 zerstört)
- 1600–1630 den Herrensitz Steinbühl
- 1603–1624 das Hammerschloss Hirschbach
- 1616–1750 / 1756–1804 den Herrensitz in Brand (Eckental), Brander Hauptstraße 12, erster namensgebender Herrensitz
- 1627/55–1872 das Schloss Diepoltsdorf, zweiter namensgebender Herrensitz, zuerst den „Vorderen Sitz“, seit 1660 auch den „Hinteren Sitz“
- zwei Anwesen in Deinsdorf bei Weigendorf (Oberpfalz)

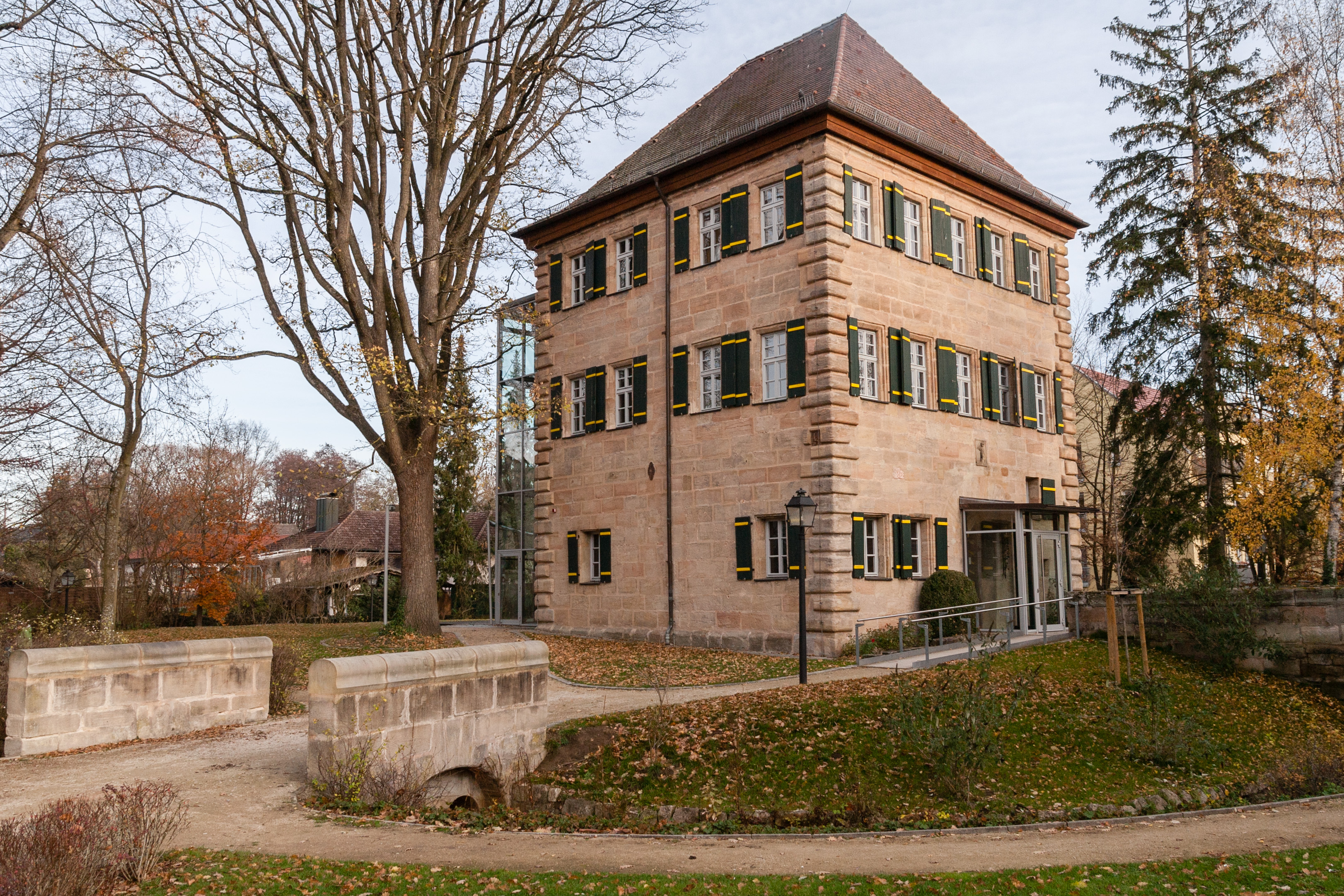
Zeidlerschloss in Feucht
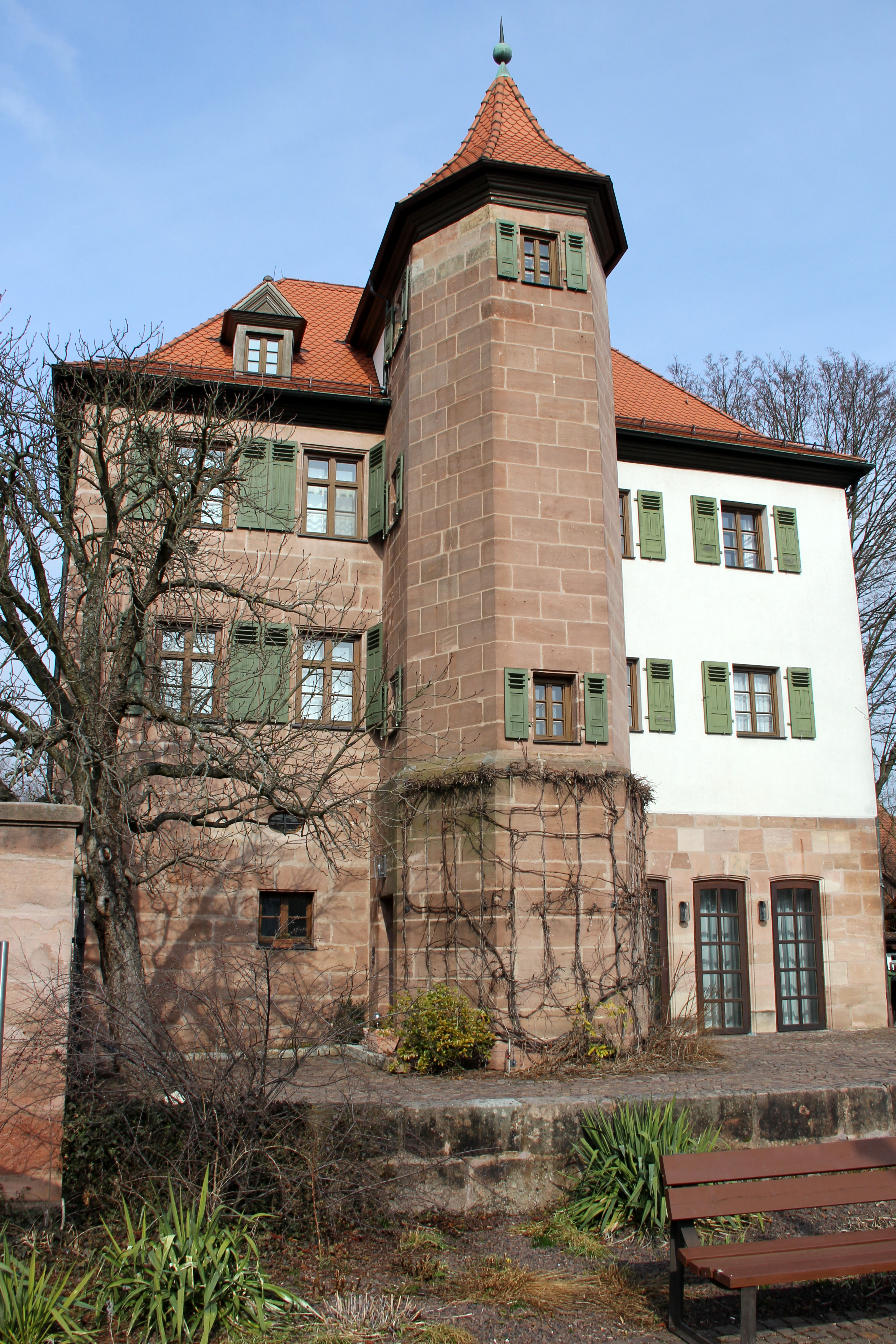
Schloss Schwaig
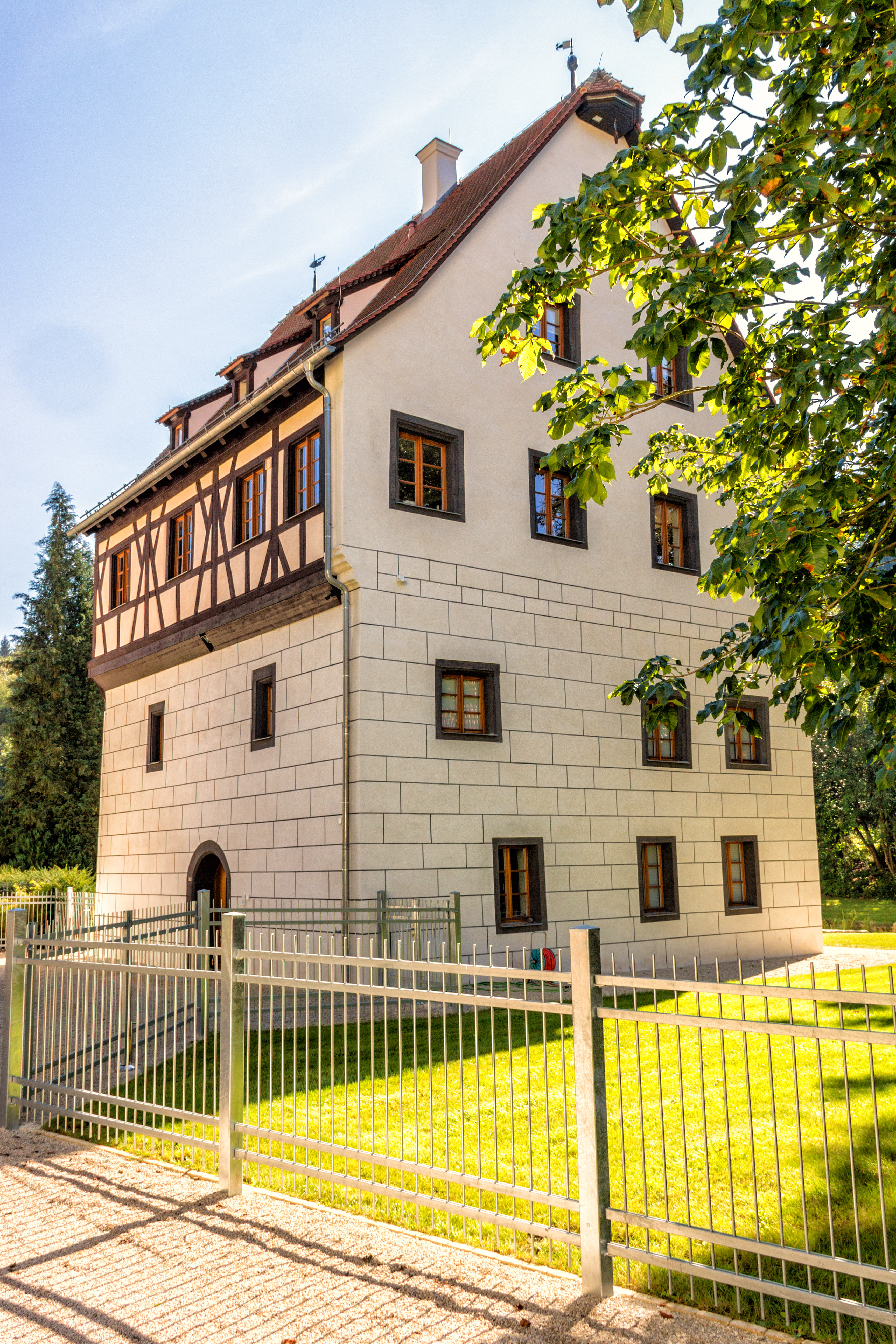
Hammerschloss Hirschbach
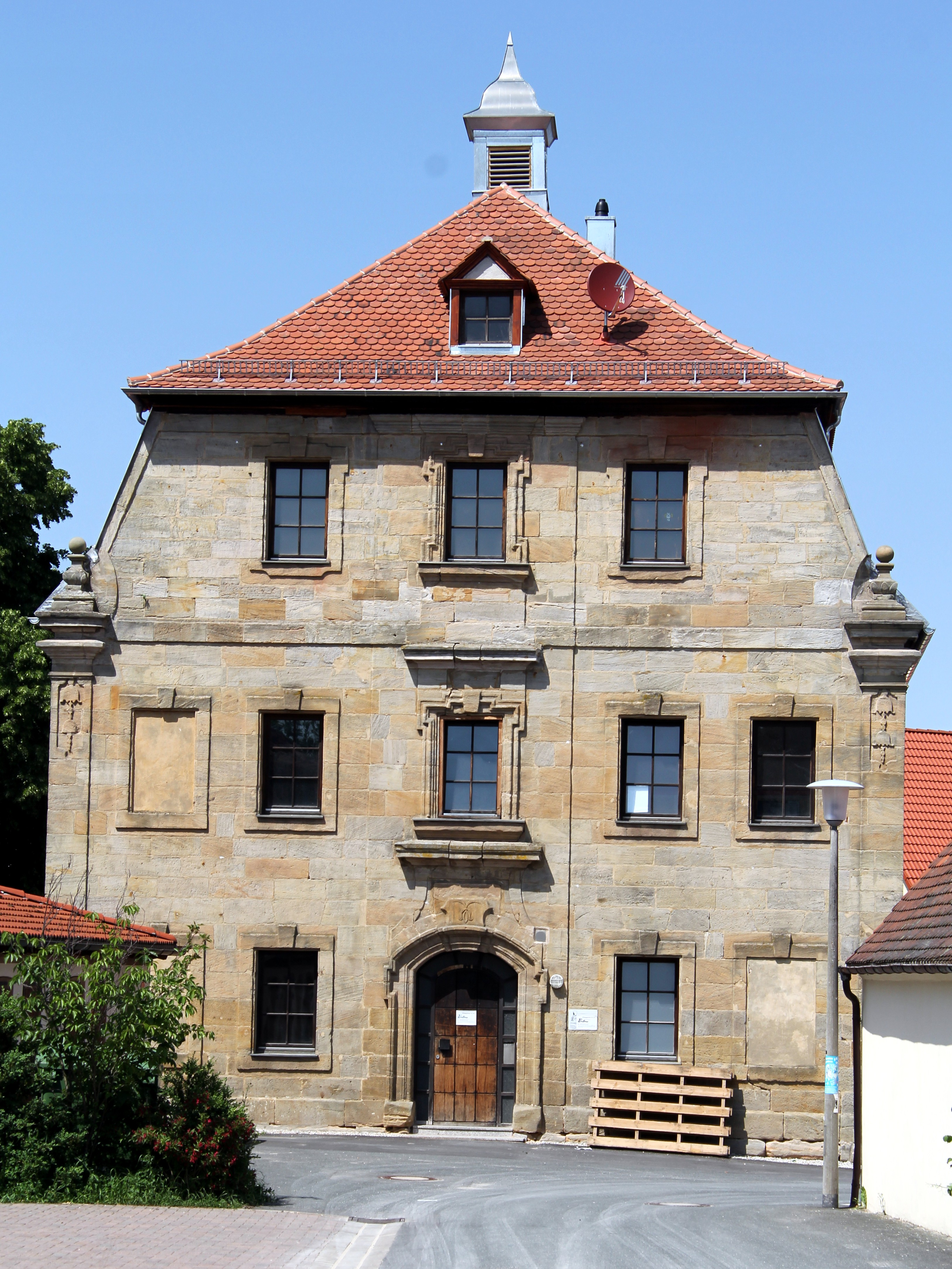
Herrensitz Brand
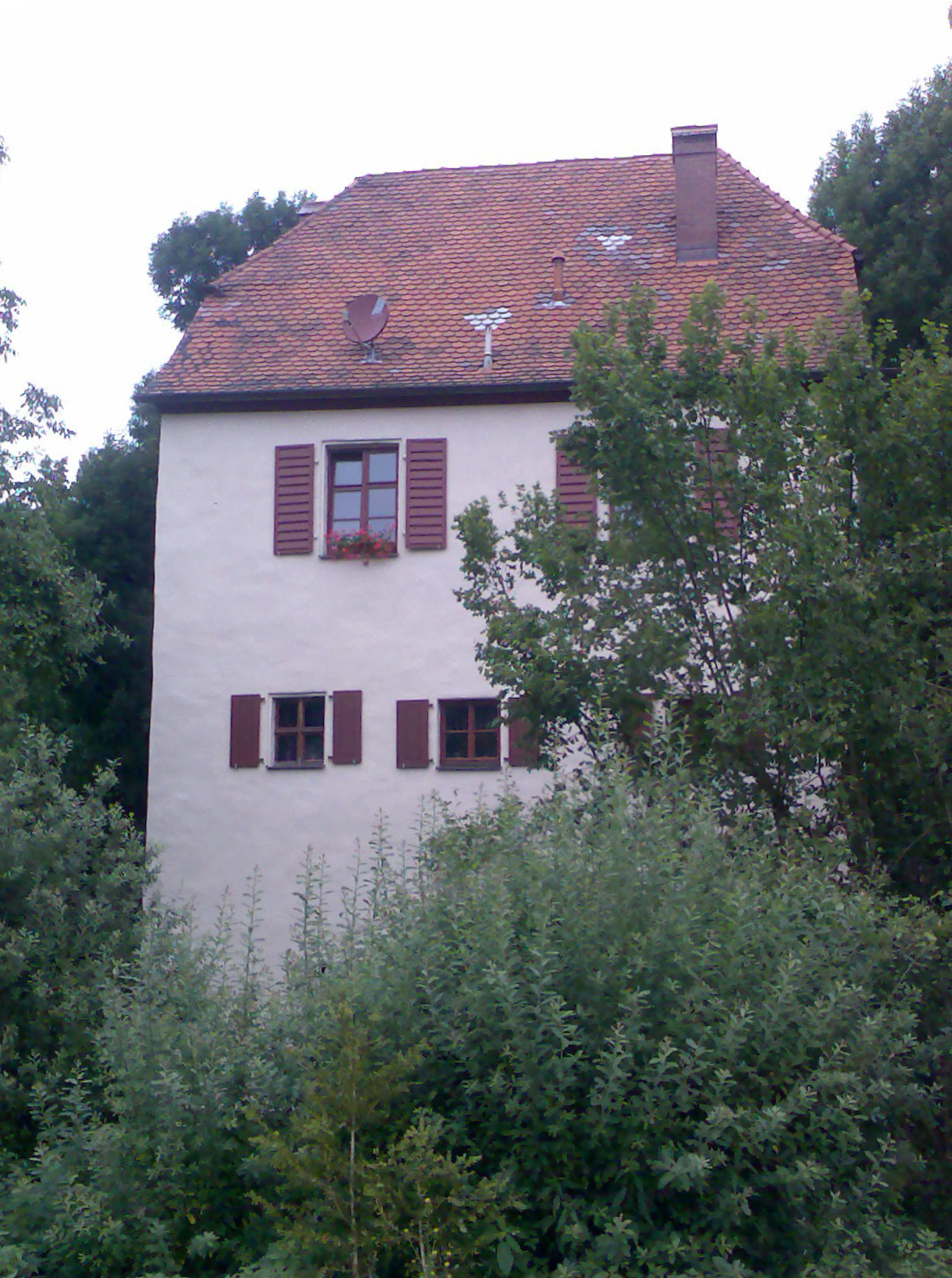
„Vordere Behausung“, Diepoltsdorf

## Bekannte Familienmitglieder

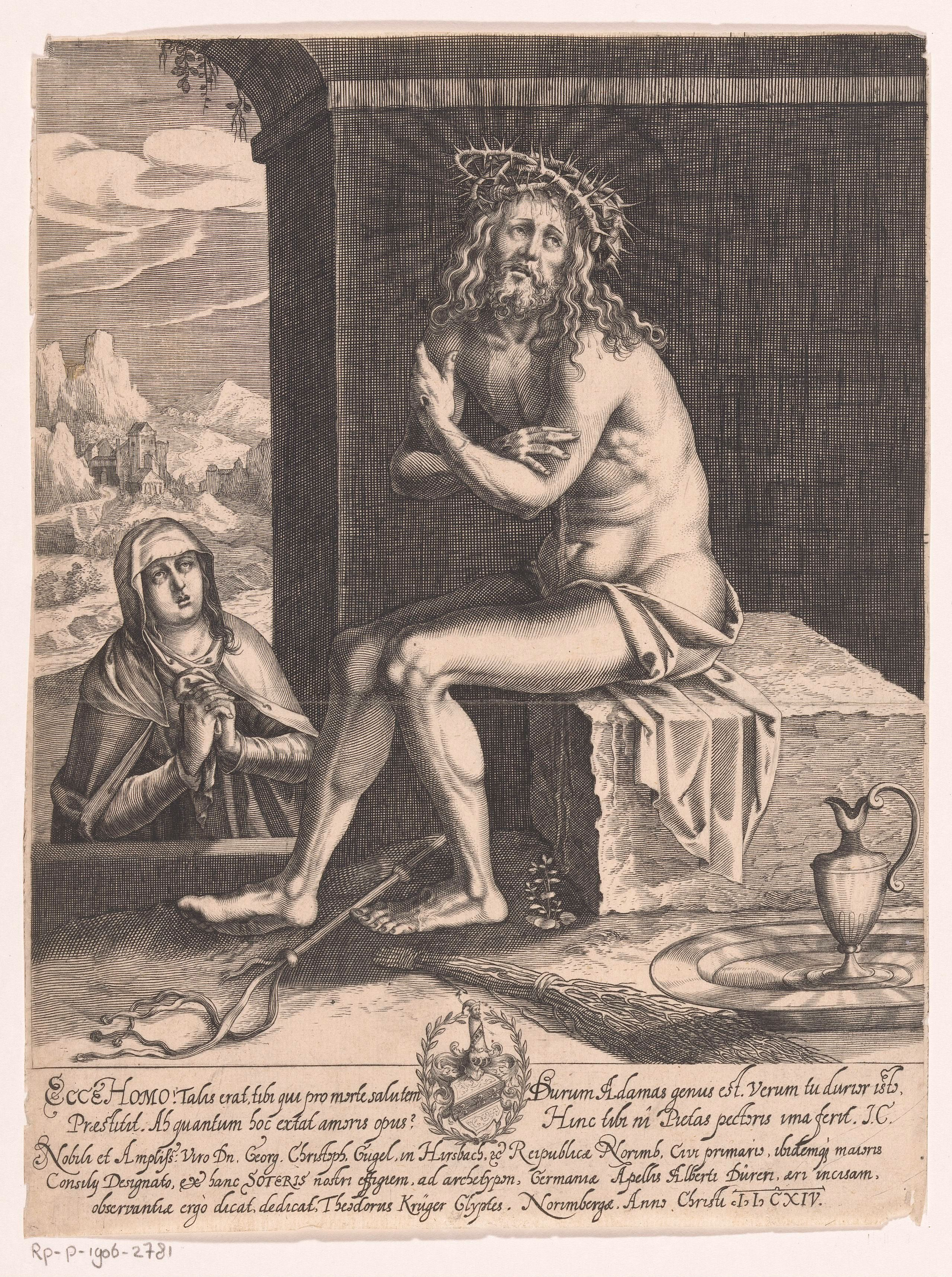
Christus als Schmerzensmann, Stich von Dietrich Krüger (1614) nach Albrecht Dürer, mit Gugel-Wappen und Widmung an Georg Christoph Gugel in Hirschbach

- Christoph Gugel (1466–1546), kaiserlicher Rat, Kanzler und Gesandter der Pfalzgrafen Ottheinrich und Philipp
- Christoph Gugel (1499–1577), Ratskonsulent (1526–1577) und Genannter des Größeren Rats (1527–1577)
- Christoph Gugel († 1539), Ehe- und Stadtgerichtskonsulent
- Erasmus Gugel, errichtete 1545 die Familienstiftung
- Wolfram Freiherr von Gugel (1904–1970), Arzt und Jurist
- Fabius von Gugel (1910–2000), Zeichner, Graphiker, Maler, Bühnenbildner, Porzellangestalter und Dichter

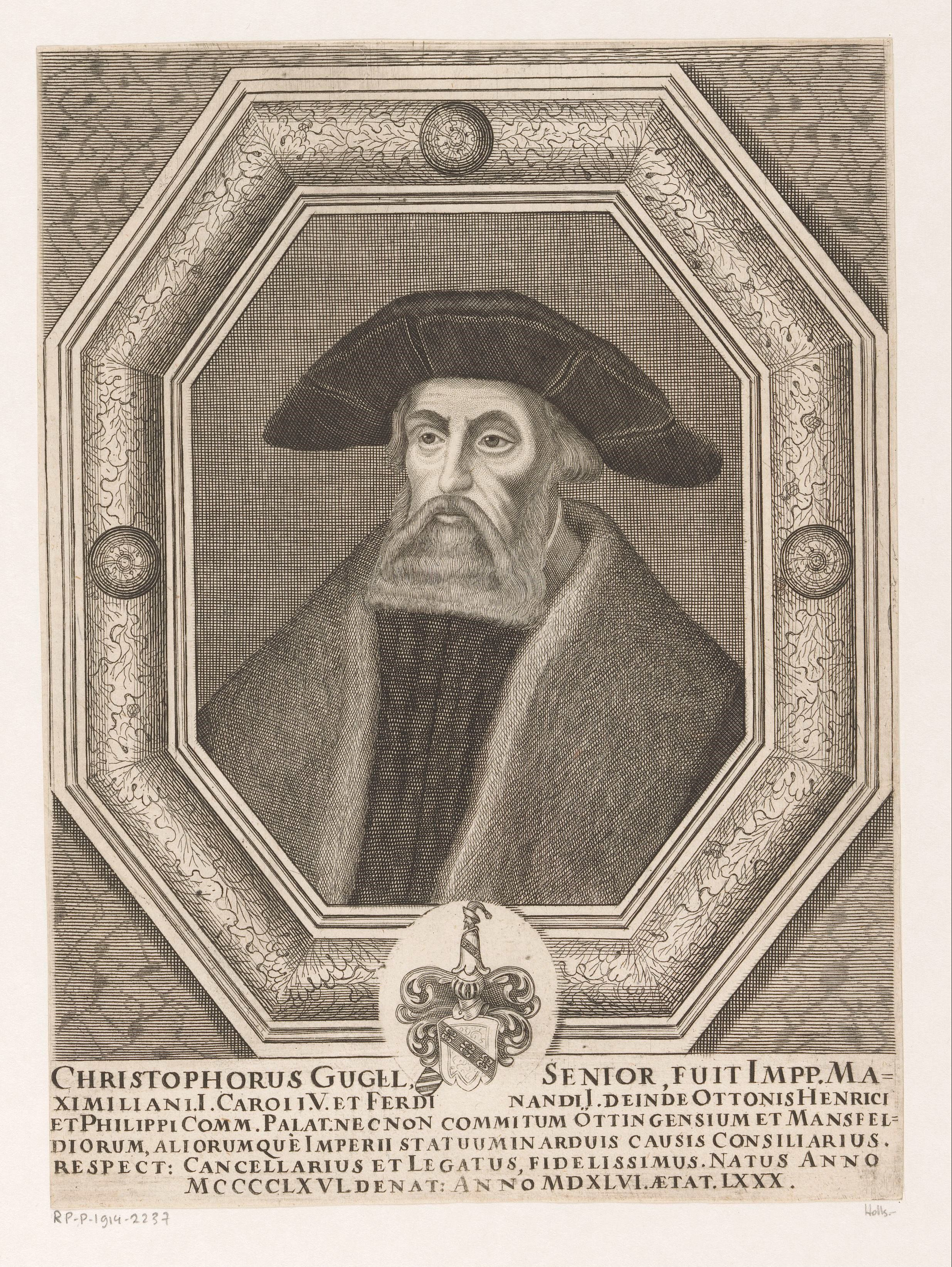
Christoph I. Gugel (1466–1546), kaiserlicher Rat und Gesandter
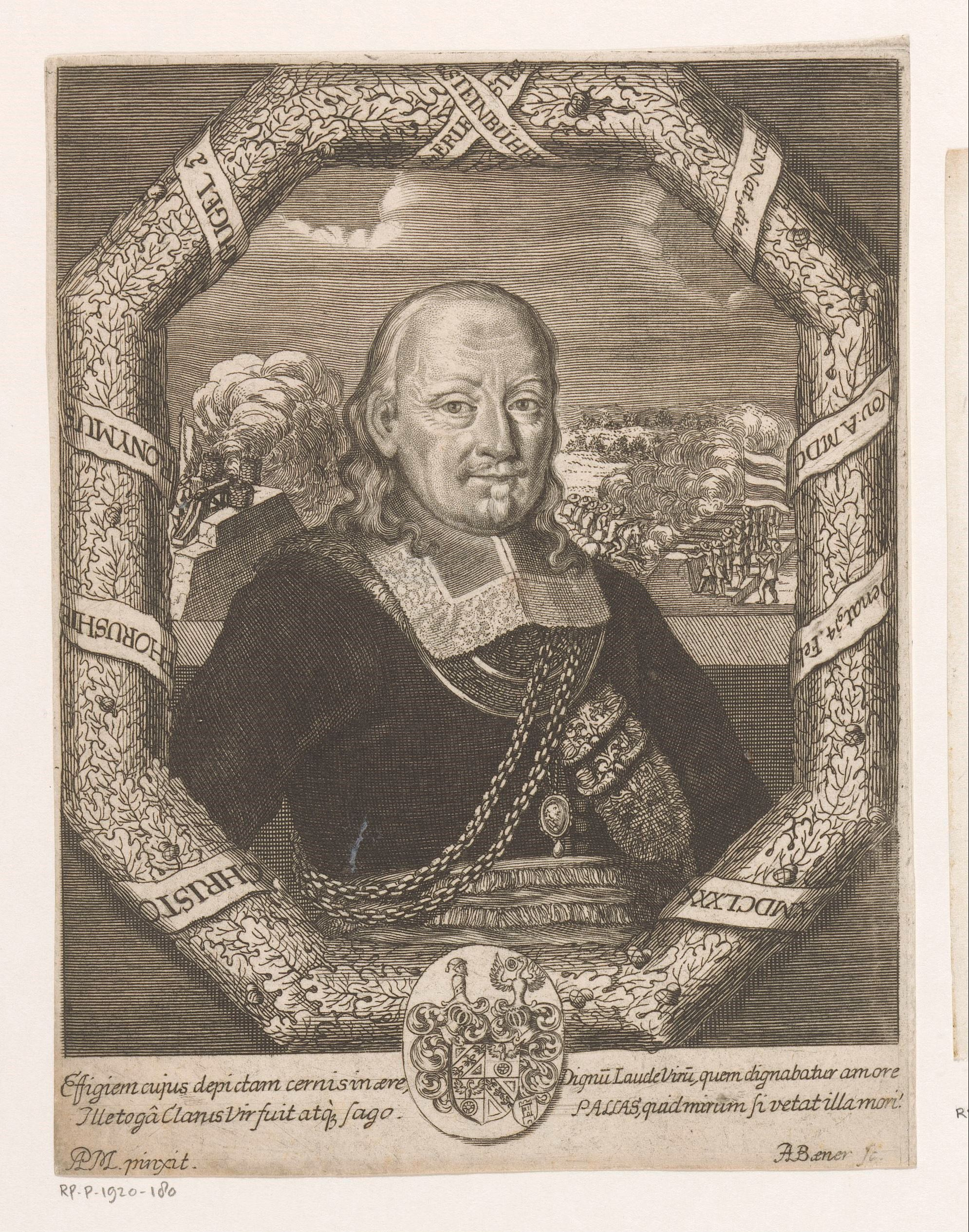
Christoph Hieronymus Gugel auf Steinbühl und Erlenstegen (1680)

## Wappen
In Gold ein schrägrechter blauer Balken, dieser mit drei hintereinander stehenden goldenen Lilien belegt.